# Hypermastus coxi
Hypermastus coxi is een slakkensoort uit de familie van de Eulimidae. De wetenschappelijke naam van de soort is voor het eerst geldig gepubliceerd in 1899 door Pilsbry.